# Averrhoa
Genre
Classification phylogénétique
Averrhoa est un genre d'arbres de la famille des Oxalidacées. Ce genre a été dédié par Linné à Averroes, astronome et philosophe du XIIe siècle.

## Description
C'est un genre de plantes à fleurs complètes, hermaphrodites en œillet, composées d'un calice à cinq sépales relevés, et de cinq pétales lancéolés, dont les angles sont droits et le limbe rabattu.
Les fleurs portent dix étamines en deux rangs d'inégale grandeur.
L'ovaire est surmonté de cinq styles.
Le fruit est charnu, arrondi, marqué de cinq angles, divisé en cinq loges, et contenant plusieurs semences anguleuses, séparées par des membranes.

## Espèces
Voici les espèces recensées par l'IPNI :
- Averrhoa acida L. : voir Phyllanthus acidus ( L. ) Skeels
- Averrhoa acutangula Stokes  : voir Averrhoa carambola
- Averrhoa bilimbi L. - le bilimbi ou arbre à cornichons
- Averrhoa carambola L. - le carambolier
- Averrhoa dolichocarpa Rugayah & Sunarti
- Averrhoa frondosa Salisb.  : voir Phyllanthus cicca
- Averrhoa leucopetala Rugayah & Sunarti
- Averrhoa microphylla Tardieu
- Averrhoa minima Perr.
- Averrhoa obtusangula Stokes : voir Averrhoa bilimbi
- Averrhoa pentandra Blanco : voir Connaropsis philippica
- Averrhoa sinica Hance : voir Rourea microphylla

Les espèces sont toutes originaires d'Asie mais ont été introduites dans l'ensemble des régions tropicales et équatoriales.

## Utilisation
Deux espèces - Averrhoa carambola (le carambolier) et Averrhoa bilimbi (arbre à cornichon) - produisent des fruits largement consommés de par le monde.